# Acianthus amplexicaulis
Acianthus amplexicaulis är en orkidéart som först beskrevs av Frederick Manson Bailey, och fick sitt nu gällande namn av Robert Allen Rolfe. Acianthus amplexicaulis ingår i släktet Acianthus och familjen orkidéer. Inga underarter finns listade i Catalogue of Life.